# Галва (Іллінойс)
Галва (англ. Galva) — місто (англ. city) в США, в окрузі Генрі штату Іллінойс. Населення — 2470 осіб (2020).

## Географія
Галва розташована за координатами 41°10′9″ пн. ш. 90°2′14″ зх. д. / 41.16917° пн. ш. 90.03722° зх. д. (41.169160, -90.037247).  За даними Бюро перепису населення США в 2010 році місто мало площу 7,40 км², уся площа — суходіл.

## Демографія
Згідно з переписом 2010 року, у місті мешкало 2589 осіб у 1117 домогосподарствах у складі 695 родин. Густота населення становила 350 осіб/км².  Було 1281 помешкання (173/км²).
Расовий склад населення:
| - 96,7 % — білих - 1,0 % — чорних або афроамериканців - 0,4 % — азіатів - 0,1 % — корінних американців |

До двох чи більше рас належало 1,2 %. Частка іспаномовних становила 3,1 % від усіх жителів.
За віковим діапазоном населення розподілялося таким чином: 23,3 % — особи молодші 18 років, 57,1 % — особи у віці 18—64 років, 19,6 % — особи у віці 65 років та старші. Медіана віку мешканця становила 42,3 року. На 100 осіб жіночої статі у місті припадало 99,5 чоловіків;  на 100 жінок у віці від 18 років та старших — 92,5 чоловіків також старших 18 років.
Середній дохід на одне домашнє господарство  становив 51 907 доларів США (медіана — 40 896), а середній дохід на одну сім'ю — 63 335 доларів (медіана — 50 000). Медіана доходів становила 45 815 доларів для чоловіків та 26 742 долари для жінок. За межею бідності перебувало 13,5 % осіб, у тому числі 12,3 % дітей у віці до 18 років та 6,8 % осіб у віці 65 років та старших.
Цивільне працевлаштоване населення становило 1123 особи. Основні галузі зайнятості: освіта, охорона здоров'я та соціальна допомога — 28,9 %, виробництво — 14,6 %, роздрібна торгівля — 11,2 %, будівництво — 8,7 %.